# رالف هوليس
رالف هوليس (بالإنجليزية: Ralph Hollis)‏ هو ضابط أمريكي، ولد في 10 سبتمبر 1906 في كروفوردفيل في الولايات المتحدة، وتوفي في 7 ديسمبر 1941 في بيرل هاربر في الولايات المتحدة.